# 布延巴图尔鸿台吉
布延巴图尔鸿台吉（？—1573年），16世纪蒙古右翼鄂尔多斯部領主，明朝人称他为把都儿黄台吉。衮必里克墨尔根之孙，诺延达喇长子。

## 生平
他驻在陕西榆林边外，常扰明朝陕西、青海。1571年，俺答汗与明朝达成封贡协议，明朝命他为指挥佥事，与明朝通贡互市。奉父亲之命把明朝将领时銮归还，于是获得明朝赏赐。1572年，诺延达喇去世，布延巴图尔鸿台吉继立济农、都督同知。1573年，西征瓦剌，招降辉特部，但被辉特部首领额色勒贝杀害，其子博硕克图继立。

## 家庭
- 妻：

- - 太虎罕同
- 子：

1. 博硕克图（后代为鄂尔多斯左翼中旗郡王）
2. 谔勒哲炳鸿台吉
3. 班第墨尔根卓哩克图[1][2]